# شمس کسمایی
شمس کِسمایی (زاده ۱۲۶۲ خورشیدی در یزد - درگذشته ۱۲ آبان ۱۳۴۰ در تهران)، شاعر و دانشور ایرانی بود.
وی عروض و قافیه را از شعر خود برداشته و در این زمینه نوگرایی کرد. از او همچنین نوشتارهای تند سیاسی در روزنامه‌های تبریز منتشر می‌شد. قطعه شعری بدون قافیه‌بندی که در شهریور ماه ۱۲۹۹خ از او در مجله آزادیستان منتشر شد جزو نخستین نمونه‌های نوگرایی در شعر فارسی به‌شمار می‌آید.
شمس کسمایی،پیش از نیما یوشیج به نوگرایی در شعر، تمایل داشت و انتشار اشعارش گواه این سخن است.
اما شرایط و جامعه در آن زمان، فضا را برای دیده شدن و بدعتِ اشعار شمس کسمایی فراهم نکرد.

## زندگی
شمس کسمایی در ۱۲۶۲ خورشیدی در یزد به دنیا آمد. نیاکان او گیلک و از روستای کسمای گیلان بودند. شمس پس از ازدواج به همراه همسرش، که بازرگان چای بود، به عشق‌آباد روسیه رفت.
در آن‌جا به کارهای فرهنگی نیز پرداخت و برای نکوداشت خدماتش از طرف دولت ایران مدالی نیز به او اعطاء شد.
شمس پس از چهار سال اقامت و ورشکستگی شوهرش، به همراه دو فرزندش به نام‌های صفا و اکبر به ایران بازگشت و در تبریز ساکن گردید. در آن زمان تبریز مرکز فعالیت‌های سیاسی و فکری بود و شمس کسمایی نیز از همان آغاز به گروه نویسندگان نشریه تجدد به میانداری تقی رفعت پیوست و در جنبش سیاسی و انقلابی آذربایجان مشارکت فعالی داشت.
شمس کسمایی زبان‌های روسی و ترکی آذربایجانی را نیز آموخته بود.
پسر او، کریم ارباب‌زاده نیز که نقاش چیره‌دستی بود و با چند زبان آشنایی داشت، در سال ۱۹۲۰ میلادی در مبارزات جنگل کشته شد.
ابوالقاسم لاهوتی در شعری با عنوان عمر گل به دلداری مادر داغدار شتافت و خطاب به شمس سرود:
| در فراق گل خو ای بلبل |  | نه فغان برکش و نه زاری کن |
| صبر بنما و بردباری کن |  | مکن آشفته موی چون سنبل    |

شمس زنی روشنفکر و آزادی‌خواه و مستقل بود. پس از کشته شدن رفعت و روی کار آمدن رضاشاه، جمع مبارزان آذربایجان پراکنده شدند. همسر شمس در سال ۱۳۰۷ش در گذشت. او با تنها دخترش صفا به یزد رفت و بعد از آن که با شخص دیگری به نام محمدحسین رشتیان ازدواج کرد، زندگی خود و خانواده اش را به تهران منتقل کرد. سالهای پایانی عمر او در تهران به گوشه نشینی گذشت، با این حال خانه‌اش محل رفت‌وآمد روشنفکران بود تا این که در سال ۱۳۴۰ ه‍.ش در گذشت.
وی در گورستان وادی السلام شهر قم دفن شده.

## اشعار شمس کسمایی
از اشعار او مقدار کمی باقی‌مانده‌است. از شمس کسمایی در شهریور ماه ۱۲۹۹ش در مجله آزادیستان قطعه شعری با عنوان «پرورش طبیعت» با پاره‌هایی فارغ از قید تسوی و قافیه بندی معمول پیشینیان منتشر شد که تقلید گونه‌ای از اشعار اروپایی بود و جزو نخستین نمونه‌های تجدد در شعر فارسی به‌شمار می‌آید.

## نگارخانه

شمس کسمایی
کسمایی و همسرش